# Leodonta zenobia
Leodonta zenobia är en fjärilsart som först beskrevs av Felder 1865.  Leodonta zenobia ingår i släktet Leodonta och familjen vitfjärilar. Inga underarter finns listade i Catalogue of Life.